# Giải bóng đá Hạng Ba Quốc gia 2016
Giải bóng đá Hạng Ba Quốc gia 2016 là mùa giải thứ mười hai của giải bóng đá hạng cao thứ tư trong hệ thống các giải bóng đá Việt Nam (sau giải Vô địch Quốc gia, giải hạng Nhất Quốc gia và giải hạng Nhì Quốc gia) do Liên đoàn bóng đá Việt Nam (VFF) tổ chức hàng năm. Mùa giải này diễn ra từ ngày 12 tháng 11 đến ngày 18 tháng 11 năm 2016 với chỉ bốn đội bóng tham dự: Hà Nội T&T, Kon Tum, Nam Định, Phù Đổng.
Các đội bóng thi đấu vòng tròn một lượt tính điểm, đội vô địch sẽ giành quyền thi đấu tại giải hạng Nhì Quốc gia 2017.

## Thay đổi đội bóng
| Xuống hạng từ giải Hạng Nhì 2015 - Kon Tum | Thăng hạng lên giải Hạng Nhì 2016 - An Giang - Hà Nội T&T B - PVF - Viettel B Giải thể - Xi măng The Vissai Ninh Bình Không tham gia mùa giải này - Cần Thơ B - Trẻ TP.HCM |

## Các đội bóng
| Đội          | Trụ sở              | Sân nhà                    | Sức chứa | Huấn luyện viên   |
| ------------ | ------------------- | -------------------------- | -------- | ----------------- |
| Hà Nội T&T C | Nam Từ Liêm, Hà Nội | Sân Trung tâm              |          | Vũ Hồng Việt      |
| Nam Định B   | Nam Định            | Sân vận động Thiên Trường  | 20,000   | Nguyễn Lương Phúc |
| Kon Tum      | Kon Tum             | Sân vận động Kon Tum       | 5,000    | Hồ Mạnh Cường     |
| Phù Đổng     | Hà Đông, Hà Nội     | Trung tâm bóng đá Phù Đổng |          | Lê Đức Tuấn       |

## Kết quả thi đấu

### Vòng 1
| 12 tháng 11 năm 2016 | Nam Định B                                           | 1-3 | Kon Tum                                                                | Sân vận động VFF       |  |
| 14:00                | Nguyễn Hoàng Long (18) 67' · Phạm Minh Nghĩa (3) 42' |     | Lương Ân Tới (9) 69' · Mai Đức Rim (7) 75' · Nguyễn Văn Trang (18) 87' | Trọng tài: Hà Văn Thức |  |

| 12 tháng 11 năm 2016 | Phù Đổng | 3-1 | Hà Nội T&T C             | Sân vận động VFF |  |
| 16:00                | Nguyễn Công Mạnh (86) 24' · Ngô Văn Tùng (6) 37' · Hoàng Tuấn Anh (22) 61' · Bùi Trọng Nghĩa (3) 22' · Ngô Văn Tùng (6) 52' |     | Nguyễn Văn Ngọc (22) 55' |                  |  |

### Vòng 2
| 15 tháng 11 năm 2016 | Kon Tum                                         | 2-0 | Hà Nội T&T C             | Sân vận động VFF        |  |
| 14:00                | Nguyễn Văn Sang (8) 19' · Nguyễn Văn Đô (3) 86' |     | Nguyễn Văn Dương (9) 70' | Trọng tài: Ngô Đắc Tiến |  |

| 15 tháng 11 năm 2016 | Nam Định B              | 0-3 | Phù Đổng                                                                     | Sân vận động VFF |  |
| 16:00                | Nguyễn Hải Linh (8) 37' |     | Hoàng Tuấn Anh (22) 36' · Ngô Văn Tùng (6) 50' 53' · Nguyễn Văn Hân (17) 75' |                  |  |

### Vòng 3
| 18 tháng 11 năm 2016 | Hà Nội T&T C         | 0-1 | Nam Định B           | Sân vận động VFF        |  |
| 14:00                | Ngô Kim Long (2) 60' |     | Lê Đức Thục (10) 48' | Trọng tài: Vũ Phúc Hoan |  |

| 18 tháng 11 năm 2016 | Phù Đổng                                                                    | 0-0 | Kon Tum                    | Sân vận động VFF       |  |
| 16:00                | Nguyễn Quốc Hiền (20) 5' · Nguyễn Văn Tuyên (16) 14' · Lê Đức Tuấn (23) 82' |     | Đinh Vũ Hàn Phong (20) 76' | Trọng tài: Hà Văn Thức |  |

### Vị trí các đội bóng qua các vòng đấu
| Đội \ Vòng đấu | 1 | 2 | 3 |
| -------------- | - | - | - |
| Hà Nội T&T C   | 3 | 3 | 4 |
| Nam Định B     | 4 | 4 | 3 |
| Kon Tum        | 2 | 2 | 2 |
| Phù Đổng       | 1 | 1 | 1 |

Cập nhật lần cuối: 18 tháng 11 năm 2016
Nguồn: VFF

## Bảng xếp hạng
| VT | Đội          | ST | T | H | B | BT | BB | HS | Đ | Thăng hạng                    |
| -- | ------------ | -- | - | - | - | -- | -- | -- | - | ----------------------------- |
| 1  | Phù Đổng     | 3  | 2 | 1 | 0 | 6  | 1  | +5 | 7 | Thăng hạng giải Hạng Nhì 2017 |
| 2  | Kon Tum      | 3  | 2 | 1 | 0 | 5  | 1  | +4 | 7 | Thăng hạng giải Hạng Nhì 2017 |
| 3  | Nam Định B   | 3  | 1 | 0 | 2 | 2  | 6  | −4 | 3 |                               |
| 4  | Hà Nội T&T C | 3  | 0 | 0 | 3 | 1  | 6  | −5 | 0 |                               |

## Tổng kết
- Đội bóng thăng hạng: Phù Đổng
- Vua phá lưới: Nguyễn Văn Tùng (Phù Đổng) với 3 bàn thắng.